# Guneïpéyé (Kelbajar)
Guneïpéyé est un village de la région de Kelbajar en Azerbaïdjan.

## Histoire
En 1993-2020, Guneïpéyé était sous le contrôle des forces armées arméniennes. Le 25 novembre 2020, sur la base d'un accord trilatéral entre l'Azerbaïdjan, l'Arménie et la Russie en date du 10 novembre 2020, la région de Kelbajar, y compris le village de Guneïpéyé, a été restituée sous le contrôle de l'Azerbaïdjan.

## Géographie
Le village de Guneïpéyé de la région de Kelbajar est situé dans la circonscription administrative du village de Saridach.

## Sources
Sertche boulaghi, Almali boulaghi, Alif boulaghi, Novlu boulag, Madine boulaghi, Yalkend boulaghi, Bereye boulaghi, Devedabani boulaghi, Yastinin boulaghi, Utchugun boulaghi, Neftli boulag, Geuydag boulaghi, Hassangulular boulaghi, Jamichbatan boulag, Huru boulaghi, Suleyman boulaghi, Sari boulag, Chirchir boulag, Jajikhli boulag, Ayghir boulaghi, Ongoz boulag, Seuyud bitcheneyinin boulaghi, Garama boulaghi, Mahammad boulaghi, Palidlidere boulaghi, Sarichirran boulaghi, Cheytanli deresinin boulaghi, Gochaboulaglar, Guible boulaghi, Sizga boulaghi, etc.